# Dénes portugál király

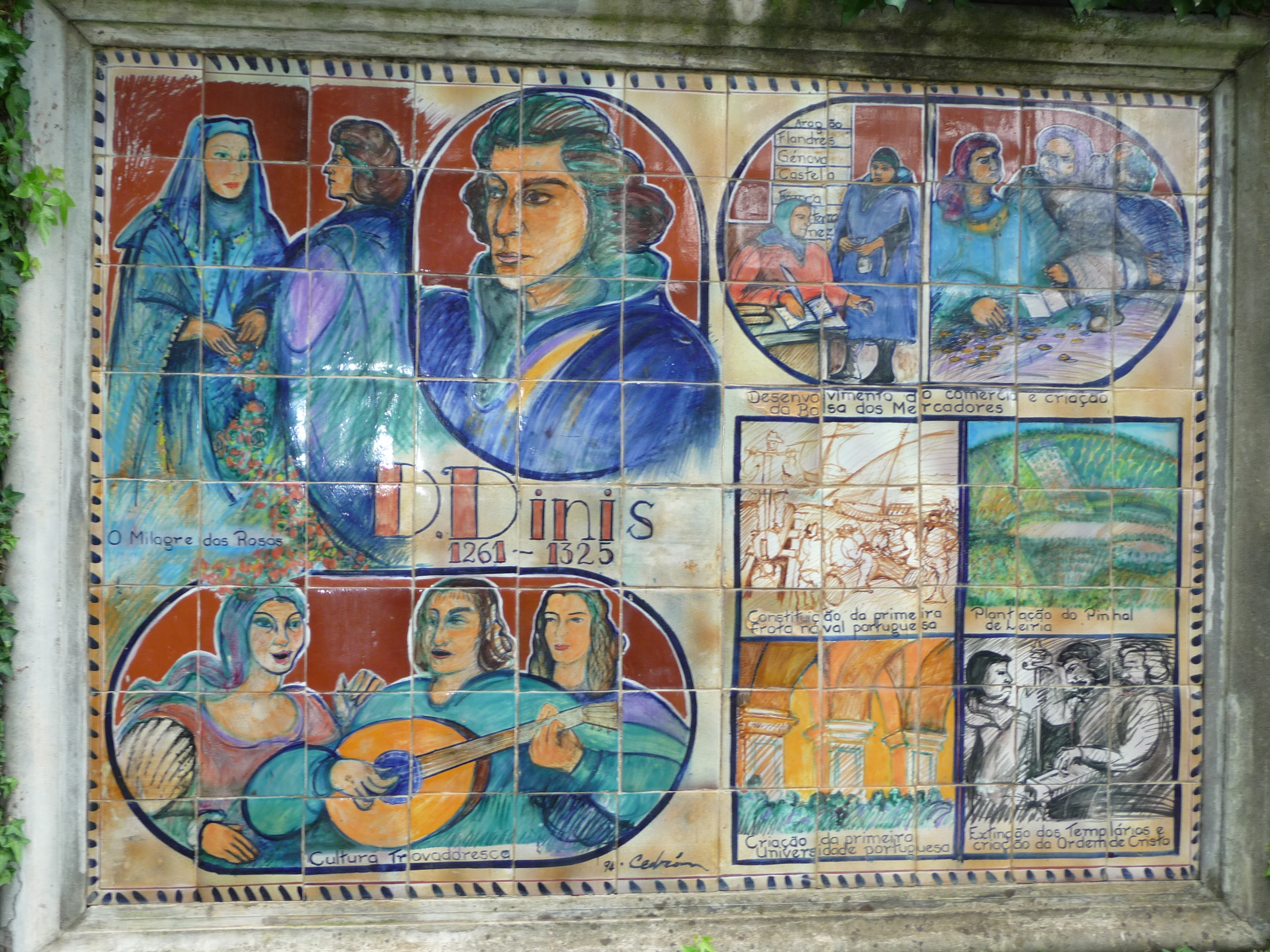
I. Dénes uralkodásának főbb eseményei:
baloldalt: 1. a rózsák csodája
2. trubadúrköltészet;
jobboldalt: 1. a kereskedelem fejlesztése, az árutőzsde megalapítása;
2. az első portugál hadiflotta megszervezése;
3. a leiriai fenyőültetvény;
4. az első portugál egyetem alapítása;
5. A Templomos Lovagrend felszámolása és helyette Krisztus Lovagrendjének megalapítása

I. Dénes (Diniz I.), más néven Földművelő (portugálul: O Lavrador) vagy Igazságos Dénes (Lisszabon, 1261. október 9. – Santarém, 1325. január 7.) Portugália királya.

## Élete
III. Alfonz portugál király és Kasztíliai Beatrix negyedik gyermeke. Édesapja halála után, 1279-ben lépett a trónra. A papság kiváltságait megnyirbálta, amiért a pápa három elődjéhez hasonlóan őt is kiközösítette. A király és a pápa hosszas alkudozás után 1289-ben úgy egyezett meg, hogy 1291-ben Coimbrában összehívott rendi gyűlés hozott egy olyan törvényt, amely megtiltotta, hogy Portugáliában bárki is hagyományozhasson, eladhasson valamit is a „holt kéznek”, vagyis az egyháznak.
Lisszabonban 1290-ben egyetemet alapított, amelyet 1308-ban Coimbrába helyeztetett át.
Miután V. Kelemen pápa 1312-ben, a vienne-i zsinaton megszüntette a Templomos lovagrendet, Dénes nem adta át vagyonukat a Johannitáknak (amiért a pápa másodszor is kiátkozta), hanem lefoglalta a rend birtokait, és e nagy vagyonból alapította meg 1318-ban a Krisztus Lovagrendjét, amely később nagy jelentőségre tett szert a portugál történelemben.
Kedvelte a művészeteket és a tudományokat, sokat tett országa jólétének megteremtéséért. Uralkodása végét családi konfliktusok árnyékolták be. Törvényes örököse Alfonz volt, Dénes azonban nyíltan elsőszülött fiának, Alfonz Sanchónak kedvezett. Ezért Alfonz a királlyal elégedetlen nemesek felkelésének élére állt, és Izabella királyné állította helyre a béke látszatát. A fivérek viszálykodása apjuk halála után is folytatódott egészen Alfonz Sancho haláláig.

## Családja
1282-ben nőül vette Aragóniai Erzsébetet, III. Péter aragóniai király lányát, akitől három gyermeke született:
- Constanca (1290–1313)
- Alfonz (1291–1357)

Született rajtuk kívül hét törvénytelen gyermeke is. Aldonça Rodrigues Talhától elsőszülött fia, Alfonz Sancho (1286?–1329), akit hamarosan törvényesített;
Garcia de Ribeyrától:
- Péter (1287–1354);

Maria Pireztől:
- János Alfonz (?–1336), később törvényesíttette;

Maria Gomeztől:
- Mária Alfonza (?);

további három gyermek ismeretlen anyáktól:
- Ferdinánd (?–1327?),
- Péter Alfonz (?–1309?),
- Mária Alfonza (?–1320).